# Women's Games 1980 - Doppio
Il doppio del torneo di tennis Women's Games 1980, facente parte del WTA Tour 1980, ha avuto come vincitrici Virginia Ruzici e Pam Teeguarden che hanno battuto in finale Barbara Jordan e Joanne Russell col punteggio di 6-4, 7-5.

## Teste di serie
1. Virginia Ruzici /  Pam Teeguarden (campionesse)

1. Barbara Jordan /  Joanne Russell (finale)

## Tabellone

### Legenda
| - Q = Qualificato - WC = Wild card - LL = Lucky loser | - ALT = Alternate - SE = Special Exempt - PR = Protected Ranking | - w/o = Walkover - r = Ritirato - d = Squalificato |

|  | Quarti di finale | Quarti di finale               | Quarti di finale               | Quarti di finale | Quarti di finale |  |  | Semifinali | Semifinali                     | Semifinali                     | Semifinali                    | Semifinali                    |   |   | Finale | Finale                         | Finale                         | Finale | Finale |  |
|  |                  |                                |                                |                  |                  |  |  |            |                                |                                |                               |                               |   |   |        |                                |                                |        |        |  |
|  | 1                | Virginia Ruzici Pam Teeguarden | Virginia Ruzici Pam Teeguarden | 6                | 6                |  |  |            |                                |                                |                               |                               |   |   |        |                                |                                |        |        |  |
|  |                  | Chris Newton Sue Saliba        | Chris Newton Sue Saliba        | 0                | 2                |  |  | 1          | Virginia Ruzici Pam Teeguarden | Virginia Ruzici Pam Teeguarden | 6                             | 6                             |   |   |        |                                |                                |        |        |  |
|  |                  | Jane Stratton Pam Whytcross    | Jane Stratton Pam Whytcross    | 6                | 6                |  |  |            | Jane Stratton Pam Whytcross    | Jane Stratton Pam Whytcross    | 4                             | 1                             |   |   |        |                                |                                |        |        |  |
|  |                  | Stacy Margolin Renée Richards  | Stacy Margolin Renée Richards  | 3                | 4                |  |  |            |                                |                                |                               |                               |   |   | 1      | Virginia Ruzici Pam Teeguarden | Virginia Ruzici Pam Teeguarden | 6      | 7      |  |
|  |                  | Rosalyn Nideffer Tanya Harford | 4                              | 6                | 6                |  |  |            |                                | 2                              | Barbara Jordan Joanne Russell | Barbara Jordan Joanne Russell | 4 | 5 |        |                                |                                |        |        |  |
|  |                  | I Madruga-Osses Barbara Potter | 6                              | 4                | 2                |  |  |            | Rosalyn Nideffer Tanya Harford | 3                              | 7                             | 5                             |   |   |        |                                |                                |        |        |  |
|  | 2                | Barbara Jordan Joanne Russell  | Barbara Jordan Joanne Russell  | 6                | 6                |  |  | 2          | Barbara Jordan Joanne Russell  | 6                              | 6                             | 7                             |   |   |        |                                |                                |        |        |  |
|  |                  | Lea Antonoplis K Jones-Shaefer | Lea Antonoplis K Jones-Shaefer | 2                | 3                |  |  |            |                                |                                |                               |                               |   |   |        |                                |                                |        |        |  |